# Arborimus albipes
Arborimus albipes és una espècie de mamífer rosegador de la família dels cricètids. És endèmic dels Estats Units (Oregon i Califòrnia). Es tracta d'un animal nocturn i terrestre. El seu hàbitat natural són les ribes de rierols situats en boscos de sequoiòidies. Està amenaçat per la destrucció del seu medi per l'activitat humana. El seu nom específic, albipes, significa ‘peu blanc’ en llatí.